# Danny Hay
Daniel John "Danny" Hay (Auckland, 15 de maio de 1975) é um ex-futebolista e treinador de futebol neozelandês que atuava como zagueiro. Atualmente comanda a seleção nacional.

## Carreira
Hay jogou entre 1995 e 2009, tendo atuado por Waitakere City, Central United, Perth Glory (2 passagens), Leeds United., Walsall (ambos da Inglaterra), Football Kingz, New Zealand Knights e Waitakere United, onde encerrou a carreira aos 34 anos
Como treinador, estreou em 2015 na seleção Sub-17 da Nova Zelândia, além de ter passado pelos times Sub-23 e Sub-20, assumindo a seleção principal em 2019 no lugar de Fritz Schmid. Foi o técnico dos All Whites nos Jogos Olímpicos de Tóquio, disputados em 2021.
A única experiência de Hay como treinador em clubes foi no Eastern Suburbs, onde permaneceu por 2 anos.

## Seleção Neozelandesa
Pela Seleção Neozelandesa, Hay disputou 31 jogos entre 1996 e 2007, tendo marcado 2 gols. Atuou na Copa das Nações da OFC de 1998 (onde foi campeão) e na Copa das Confederações de 2003.

## Títulos
Waitakere City
- Campeonato Neozelandês: 1995
- Copa da Nova Zelândia: 1995

Central United
- Copa da Nova Zelândia: 1997, 1998

Waitakere United
- Campeonato Neozelandês: 2007–08
- Liga dos Campeões da OFC: 2007, 2007–08

Seleção Neozelandesa
- Copa das Nações da OFC: 1998